# Ammi visnaga
Ammi visnaga é uma espécie de planta com flor pertencente à família Apiaceae. 
A autoridade científica da espécie é (L.) Lam., tendo sido publicada em Flore Françoise 3: 462. 1778.
Os seus nomes comuns são âmio-bisnaga, bisnaga-das-searas ou paliteira.

## Portugal
Trata-se de uma espécie presente no território português, nomeadamente em Portugal Continental, no Arquipélago dos Açores e no Arquipélago da Madeira.
Em termos de naturalidade é nativa de Portugal Continental e Arquipélago da Madeira e introduzida no arquipélago dos Açores.

## Protecção
Não se encontra protegida por legislação portuguesa ou da Comunidade Europeia.